# Everything Tastes Better with Bacon
Everything Tastes Better with Bacon: 70 Fabulous Recipes for Every Meal of the Day är en kokbok, innehållande 70 recept på maträtter som innehåller bacon. Boken är skriven av matkritikern och krönikören Sara Perry. Boken släpptes i USA  1 maj 2002 och översattes till franska 2004.